# Galliano (licor)

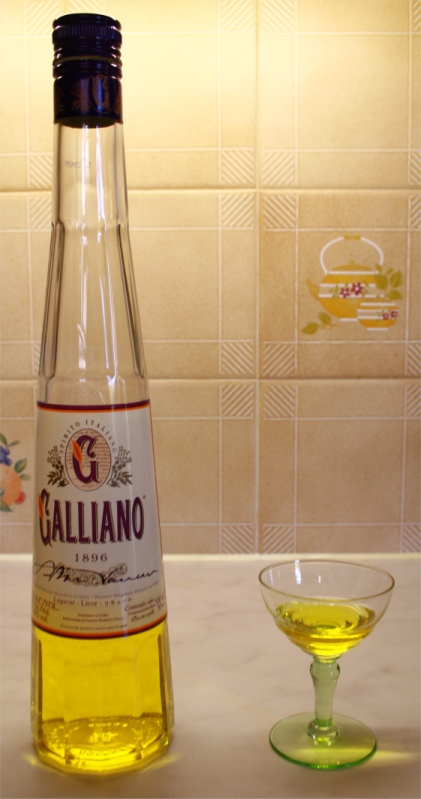
Botella y copa de Galliano.

El Galliano, más exactamente Liquore Galliano L'Autentico, es un licor de hierbas dulce creado en 1896 por el destilador y productor italiano de brandy Arturo Vaccari, de Livorno (Toscana). Vaccari bautizó la bebida en honor de Giuseppe Galliano, un héroe italiano de la Primera Guerra Ítalo-Etíope de finales del siglo XIX. Tiene un vívido color amarillo, procedente de la tartracina (un tinte azoderivado amarillo limón), que simbolizaba las fiebres del oro de los años 1890.
El Galliano se elabora con 60° (30% en volumen) y 84,6° (42,3% en volumen). Este último es la receta original, actualmente en uso tras retirarse la versión más suave de 60°. Entre sus aproximadamente 30 ingredientes herbales están el anís estrellado, el anís mediterráneo, el jengibre, el cítrico y la vainilla.
Tiene una apariencia similar a la del Strega, otro licor de hierbas italiano. El Galliano es dulce y tiene un complejo sabor a vainilla y anís con sutiles notas cítricas y a hierbas leñosas. Se emplea como digestivo (para tomarlo tras comidas fuertes) y como ingredientes para cócteles, principalmente el Harvey Wallbanger. 
La nota principal a vainilla diferencia al Galliano de otros licores anisados como el Sambuca, el Pernod y el anís común. El Galliano se produce infundiendo primero alcohol neutro de grano con agentes aromatizantes herbales, destilando el líquido e infundiendo entonces vainilla prensada. En la fase final de la producción, la infusión base de hierbas y vainilla se mezcla con agua destilada, azúcar refinada y alcohol neutro puro.
El marca Galliano es actualmente propiedad de la destilería holandesa Lucas Bols, y se comercializa en todo el mundo de su empresa conjunta de distribución, Maxxium. El Galliano se envasa en una botella de forma característica, que recuerda a una columna clásica romana. Varios otros licores se producen también bajo la marca Galliano, incluyendo un Sambuca negro, otro blanco y un amaretto, que se distribuyen predominantemente en Australasia, donde son chupitos populares. Galliano también elabora el licor con sabor a café Galliano Ristretto y el Galliano Balsamico, presumiblemente un licor aromatizado con aceto balsámico.